# Lagenodelphis hosei
El delfín de Fraser (Lagenodelphis hosei) es una especie de cetáceo odontoceto de la familia Delphinidae. Es el único representante género Lagenodelphis.

## Descripción
Llegan a medir alrededor 2,75 m y pesar unos 200 kg. Respecto a su coloración, la parte dorsal de su cuerpo es azul-gris a gris-marrón. Una banda color crema recorre a lo largo de los flancos desde el hocico, por encima de los ojos, hasta el ano. El zona ventral y la garganta suelen ser de color blanco, a veces teñida de color rosa. Desde una distancia sin embargo puede ser confundido con el delfín listado que tiene una coloración similar y se encuentra en las mismas zonas de los océanos. 

## Población y distribución
Viven en grupos de 100 a 1000 integrantes
Habita  en aguas profundas del océano Pacífico y, en menor medida, en los océanos Índico y Atlántico.
Se alimenta de peces pelágicos, calamares y camarones.